# Nephew
Nephew ist eine dänische Rockgruppe, die im Herbst 1996 in Aarhus von den Studenten Simon Kvamm (Gesang, Keyboard), Kristian Riis (Gitarre), Jonas Juul Jeppesen (Bass) und Søren Arnholt (Schlagzeug) gegründet wurde. Kurz nach der Bandgründung drangen Nephew bis in das Halbfinale des landesweiten Talentwettbewerbes DM i Rock vor.

## Geschichte
Im Jahr 2000 wurde Bassist Jeppesen durch Kasper Toustrup ersetzt. Im gleichen Jahr erschien unter dem Titel Swimming Time das Debütalbum der Band.
Der Durchbruch in ihrem Heimatland gelang Nephew mit ihrem zweiten Album USADSB, das 2004 auf den Markt kam. Es erreichte Platz 1 der dänischen Albumcharts und hielt sich dort vier Wochen. Für über 80.000 verkaufte Alben wurden Nephew mit einer Doppelplatinschallplatte ausgezeichnet.
Die Band erhielt auch in Deutschland einen Plattenvertrag. Im Juli 2005 erschien mit Movie Klip die erste Single. Im Oktober 2005 veröffentlichten Nephew mit A Wannabe Darth Vader eine komplett englischsprachige Version des Titels En Wannabe Darth Vader, der bereits auf ihrem dänischen Album erschienen ist. Zudem remixten sie das Lied Allein Allein von Polarkreis 18 als Allein alene reworked.

## Diskografie

### Alben
| Jahr | Titel                           | Höchstplatzierung, Gesamtwochen, AuszeichnungChartsChartplatzierungen (Jahr, Titel, Platzierungen, Wochen, Auszeichnungen, Anmerkungen) | Anmerkungen                                                                             |
| Jahr | Titel                           | DK | Anmerkungen                                                                             |
| ---- | ------------------------------- | --- | --------------------------------------------------------------------------------------- |
| 2000 | Swimming Time                   | DK15 (4 Wo.)DK | Erstveröffentlichung: 3. Mai 2000 Charteinstieg nach Wiederveröffentlichung 2005        |
| 2004 | USA DSB                         | DK1 ×7Siebenfachplatin · (68 Wo.)DK | Erstveröffentlichung: 30. Jun 2004 im September 2005 auch in Deutschland veröffentlicht |
| 2006 | Interkom kom ind                | DK1 ×3Dreifachplatin · (50 Wo.)DK | Erstveröffentlichung: 6. Oktober 2006                                                   |
| 2007 | Roskilde 07.07.07               | DK2 ×3Dreifachplatin · (28 Wo.)DK | Erstveröffentlichung: 7. November 2007 Livealbum                                        |
| 2009 | Danmark / Denmark               | DK1 ×4Vierfachplatin · (61 Wo.)DK | Erstveröffentlichung: 5. Juni 2009                                                      |
| 2012 | Hjertestarter                   | DK1 ×3Dreifachplatin · (54 Wo.)DK | Erstveröffentlichung: 2. November 2012                                                  |
| 2013 | Hjertestart – 10xsålive         | DK25 (2 Wo.)DK | Erstveröffentlichung: 1. Mai 2013 Livealbum                                             |
| 2013 | Greatest Hits – Igen og igen og | DK8 Platin · (21 Wo.)DK | Best-of-Album                                                                           |
| 2013 | 1-2-3-4-5                       | DK15 (1 Wo.)DK | Erstveröffentlichung: 18. November 2013 Boxset                                          |
| 2018 | Ring-i-ring                     | DK1 Gold · (7 Wo.)DK | Erstveröffentlichung: 27. September 2018                                                |

Weitere Alben
- 1997: Tunes (EP, Demo)
- 1998: Things to Do (Demo)
- 1999: Downtown Europe (Demo)

### Singles
| Jahr | Titel Album                                      | Höchstplatzierung, Gesamtwochen, AuszeichnungChartsChartplatzierungen (Jahr, Titel, Album, Platzierungen, Wochen, Auszeichnungen, Anmerkungen) | Anmerkungen                                                                                    |
| Jahr | Titel Album                                      | DK | Anmerkungen                                                                                    |
| ---- | ------------------------------------------------ | --- | ---------------------------------------------------------------------------------------------- |
| 2007 | Hospital Roskilde 07.07.07                       | DK1 ×2Doppelplatin · (21 Wo.)DK | feat. L.O.C.                                                                                   |
| 2008 | Allein alene –                                   | DK3 Platin · (37 Wo.)DK | Polarkreis 18 vs. Nephew Remix von Nephew und Carsten Heller                                   |
| 2009 | 007 Is Also Gonna Die Danmark / Denmark          | DK1 Gold · (13 Wo.)DK |                                                                                                |
| 2009 | Va fangool! Danmark / Denmark                    | DK10 Gold · (14 Wo.)DK |                                                                                                |
| 2010 | Police Bells and Church Sirens Danmark / Denmark | DK6 Platin · (13 Wo.)DK |                                                                                                |
| 2010 | The Danish Way to Rock –                         | DK1 Platin · (13 Wo.)DK | feat. Landsholdet (dänische Fußballnationalmannschaft) Lied zur Fußball-Weltmeisterschaft 2010 |
| 2012 | Hjertestarter                                    | DK1 Gold + Gold (Streaming) · (18 Wo.)DK |                                                                                                |
| 2012 | Klokken 25 Hjertestarter                         | DK19 Gold · (10 Wo.)DK |                                                                                                |
| 2013 | Gå med dig Hjertestarter                         | DK1 Platin + Platin (Streaming) · (32 Wo.)DK                                                                                                   | Erstveröffentlichung: 12. April 2013 feat. Marie Key                                           |
| 2018 | Amsterdam Ring-i-ring                            | DK30 Platin · (1 Wo.)DK |                                                                                                |

Weitere Singles
- 2004: Movie Klip
- 2004: En Wannabe Darth Vader
- 2004: Superliga (DK: Gold)
- 2004: Ordenspoliti
- 2005: Worst/Best Case Scenario (DK: Gold)
- 2006: Igen & igen & (DK: ×2Doppelplatin )
- 2007: Science Fiction & Familien
- 2007: The Way I Are (Timbaland vs. Nephew Remix)
- 2007: Mexico ligger I Spanien (DK: Gold)
- 2009: Sov for Satan mand

## Auszeichnungen
- MTV Europe Music Awards 2007 – Best Danish Act